# Список прапороносців Азербайджану на Олімпійських іграх
Це список прапороносців, які представляли Азербайджан на Олімпійських іграх.
Прапороносці несуть національний прапор своєї країни на церемонії відкриття Олімпійських ігор.
| #  | Рік, Місце          | Сезон  | Ім'я Прізвище          | Вид спорту                                         |
| -- | ------------------- | ------ | ---------------------- | -------------------------------------------------- |
| 1  | 1996 Атланта        | Літні  | Назім Гусейнов         | Дзюдо                                              |
| 2  | 1998 Нагано         | Зимові | Юлія Воробйова         | Фігурне катання                                    |
| 3  | 2000 Сідней         | Літні  | Намік Абдуллаєв        | Вільна боротьба                                    |
| 4  | 2002 Солт-Лейк-Сіті | Зимові | Сергій Рилов           | Фігурне катання                                    |
| 5  | 2004 Афіни          | Літні  | Нізамі Пашаєв          | Важка атлетика                                     |
| 6  | 2006 Турин          | Зимові | Ігор Луканін[джерело?] | Фігурне катання                                    |
| 7  | 2008 Пекін          | Літні  | Фарід Мансуров         | Греко-римська боротьба                             |
| 8  | 2010 Ванкувер       | Зимові | Фуад Гулієв            | віце-президент зимових видів спорту Азербайджану   |
| 9  | 2012 Лондон         | Літні  | Елнур Маммадлі         | Дзюдо                                              |
| 10 | 2014 Сочі           | Зимові | Рахман Халілов         | президент Федерації фігурного катання Азербайджану |
| 11 | 2016 Ріо-де-Жанейро | Літні  | Теймур Маммадов        | Бокс                                               |